# Giarabube (distrito)
Giarabube (em árabe: الجغبوب; romaniz.: Jaghbub; em italiano: Giarabub) foi um efêmero distrito da Líbia. Foi criado em 2001, nas reformas administrativas daquele ano, ao ser desmembrado de Butnane, porém durou apenas um ano, pois nas reformas conduzidas no ano seguinte foi reincorporado a Butnane. Em 2001, foi feito censo da população dos distritos, e embora seu nome conste na lista, não foi feito levantamento de sua população.